# Joseph Mutua
Joseph Mwengi Mutua (Machakos, 10 december 1978) is een Keniaanse atleet, die is gespecialiseerd in de 800 m. Hij nam tweemaal deel aan de Olympische Spelen en verbeterde het wereldrecord op de 4 x 800 m estafette.

## Biografie
Zijn eerste internationale succes boekte Mutua in 1996. Op de wereldkampioenschappen voor junioren in de Australische stad Sydney versloeg hij op de 800 m met een tijd van 1.48,21 de Brit Tom Lerwill (zilver) en de Australiër Grant Cremer (brons).
Op de Olympische Spelen van 2000 in datzelfde Sydney sneuvelde Joseph Mutua in de voorrondes van de 800 m met een tijd van 1.47,86. Vier jaar later werd hij op de Spelen in Athene met 1.45,54 in de halve finale uitgeschakeld. Joseph Mutua realiseerde zijn PR van 1.43,33 op de 800 m in augustus 2002 in Zürich. Ook heeft hij het Afrikaanse indoorrecord in handen op deze afstand van 1.44,71 (januari 2004).
Op 25 augustus 2006 verbeterde Joseph Mutua met zijn Keniaanse teamgenoten William Yiampoy, Ismael Kombich en Wilfred Bungei in Brussel het wereldrecord op de 4 x 800 m estafette naar 7.02,43. Sindsdien is dit record niet meer verbroken (peildatum apr. 2013).

## Titels
- Keniaans kampioen 800 m - 2002, 2003, 2004
- Wereldjuniorenkampioen 800 m - 1996

## Persoonlijke records
Outdoor
| Onderdeel | Prestatie | Datum            | Plaats       |
| --------- | --------- | ---------------- | ------------ |
| 400 m     | 46,55 s   | 2003             |              |
| 600 m     | 1.13,49   | 27 augustus 2002 | Luik         |
| 800 m     | 1.43,33   | 16 augustus 2002 | Zürich       |
| 1000 m    | 2.17,55   | 7 juli 2002      | Rethimnon    |
| 1500 m    | 3.50,97   | 27 maart 1998    | Johannesburg |

Indoor
| Onderdeel | Prestatie           | Datum            | Plaats    |
| --------- | ------------------- | ---------------- | --------- |
| 800 m     | 1.44,71 (nat. rec.) | 31 januari 2004  | Stuttgart |
| 1000 m    | 2.19,01             | 23 februari 2003 | Liévin    |

## Prestaties

### Kampioenschappen
| Jaar | Wedstrijd            | Plaats      | Resultaat | Onderdeel | Tijd    |
| ---- | -------------------- | ----------- | --------- | --------- | ------- |
| 1996 | WJK                  | Sydney      | 1e        | 800 m     | 1.48,21 |
| 2001 | Grand Prix Finale    | Melbourne   | 5e        | 800 m     | 1.47,09 |
| 2002 | Gemenebestspelen     | Manchester  | 2e        | 800 m     | 1.46,57 |
| 2003 | Military World Games | Catania     | 1e        | 800 m     | 1.48,84 |
| 2003 | Wereldatletiekfinale | Monte Carlo | 2e        | 800 m     | 1.46,13 |
| 2004 | WK indoor            | Boedapest   | 6e        | 800 m     | 1.47,86 |
| 2004 | Wereldatletiekfinale | Monte Carlo | 2e        | 800 m     | 1.46,13 |

### Golden League-podiumplekken
| Jaar | Wedstrijd             | Plaats      | Resultaat | Onderdeel | Tijd    |
| ---- | --------------------- | ----------- | --------- | --------- | ------- |
| 2002 | Meeting Gaz de France | Saint-Denis | 3e        | 800 m     | 1.45,54 |
| 2002 | Weltklasse Zürich     | Zürich      | 1e        | 800 m     | 1.43,33 |
| 2002 | Memorial Van Damme    | Brussel     | 3e        | 800 m     | 1.43,81 |
| 2004 | Memorial Van Damme    | Brussel     | 3e        | 800 m     | 1.44,09 |